# Charles Régismanset
Pour les articles homonymes, voir Regismanset.
Charles Henri Eugène Régismanset, né le à 21 juin 1873 Carcassonne et mort le 5 janvier 1945, est un écrivain et un fonctionnaire français.

## Parcours
Originaire d'une famille de l'Aude, Charles Régismanset, docteur en droit et diplômé de l'École libre des sciences politiques (section diplomatique), fut une grande partie de sa vie haut fonctionnaire employé au Ministère des colonies. De 1901 à 1903, il effectue une mission en Éthiopie. Bien que dégagé de toute obligation militaire et malgré son âge, il s'engage en mars 1915, est promu en juin sous-lieutenant (puis lieutenant en 1917) au 13e bataillon de chasseurs alpins. Blessé dans la Somme en 1916, il est cité et obtient la Croix de guerre. En 1917 il est fait à titre militaire chevalier de la Légion d'honneur (il sera promu officier en 1932). Membre de l'Académie des sciences coloniales en 1922, il est nommé directeur de l'Agence générale des colonies entre 1924 et 1926. Il est ensuite chargé de procéder à l'installation et à l'organisation des juridictions statuant en matière étrangère pour la circonscription d'Alep (Syrie du Nord). Il est nommé alors inspecteur général de la Justice de l'Etat de Syrie et procureur général près la Cour de cassation de l'Etat de Syrie.
Il fut par ailleurs un homme de lettres complet : poète, romancier, philosophe même avec sa Philosophie des parfums que Rémy de Gourmont appréciait. Ses aphorismes ou maximes témoignent d'une grande finesse d'esprit ; Rachilde et Natalie Clifford Barney entretinrent une correspondance avec lui. Par ailleurs, il est l'un des premiers à avoir écrit sur la  « littérature exotique » en tant que genre (1911).

## Œuvre
- Vers l’Équateur. Sensations coloniales, J. André, 1900
- La Femme à l'enfant, roman, 1904
- Reflets, réflexions, paysages, poésie, Albert Messein, 1906
- La Concurrence des colonies à la métropole, avec Louis Cario, 1906
- Contradictions, 1re série. Maximes, Edward Sansot, 1906
- L'Ascète, roman, Sansot, 1906 (à compte d'auteur)
- Tybert, Sansot, fin 1906
- Philosophie des parfums, Essais. Sansot, 1907
- Essai sur la colonisation, Société du Mercure de France, 1907 (sous le pseudonyme de Carl Siger), repris dans : coll. « Questions coloniales », Paris, Larose, 1912
- Le Gardien du silence, Poèmes. Sansot, 1908
- Contradictions, 2e série. Sansot, 1909.
- Nouvelles Contradictions, 3e série. Sansot, 1911.
- L’Exotisme, la littérature coloniale, avec Louis Cario, Paris, Mercure de France, 1911
- La Vaine Chanson, A. Messein, 1912
- Le Bienfaiteur de la ville, Sansot, 1912

- Prix Bordin de l’Académie française en 1913
- Les Lauriers Salis, Roman. Sansot, 1913.
- L'Ombre Sanglante, Poèmes. Bernart Grasset, 1919.
- Un fou parmi les hommes (Paris avant la guerre), Roman. Sansot, 1920
- Le Miracle français en Asie, bois gravés de Claude-René Martin, G.Crès, 1921
- Le Livre de mes Amis (Contradictions, 4e série). Sansot, 1921
- 8 jours à l'Exposition coloniale de Marseille, G. Crès, 1922
- Confession d'un pêcheur. Nouvelles bucoliques, illustré par C. R. Martin, G. et A. Mornay éditeurs, 1922
- Ce que tout Français devrait savoir sur nos colonies, 1924
- Couronné par l'académie Goncourt[2], Éditions du Siècle, [1924]
- Pauvre vingtième siècle ! Essai sur la bêtise de ce temps, G. Doin, 1938
- Nouvelles contradictions. Maximes et anecdotes, G. Doin, 1939

## Citation
« Pauvre humanité noire ! Ayons donc au moins la franchise d'avouer que si nous prenons tant de soin de toi, c'est que tu nous parais constituer une inépuisable réserve de main d’œuvre ... Nous entendons que les races africaines rapportent le maximum. Nous voulons que les boules de caoutchouc, l'ivoire, abondent sur les quais de Bordeaux ou du Havre, que les arachides croissent, que l'huile de palme coule à pleins bords. Rien de mieux. Mais que viennent faire ici la science, la justice, la bonté et surtout le progrès ? Je ne souhaite point que l'éducation noire soit poussée trop avant... Tant que les populations seront les plus faibles, elles admettront le droit du plus fort. Le jour où le "plus fort" désarmerait, le jour où elles auraient compris l'admirable mensonge de toutes ces abstractions, elles auraient tôt fait — les Annamites nous en donnent déjà un avant-goût — de dénoncer ce prétendu "contrat d'association", de s'insurger contre la tutelle et l'exploitation européennes. Assimilation irréalisable ou association hypocrite, deux systèmes également en contradiction flagrante avec le fait. » — Essai sur la colonisation, 1912